# Rent hus
Rent hus är en svensk reality- och livsstilsserie som sändes i TV4 under två säsonger åren 2008 och 2009. Premiärprogrammet sågs av en miljon tittare.

## Upplägg
I programmet besökte två utnämnda städexperter, professor Marie-Louise Danielsson-Tham och städföretagaren Marléne Eriksson, mycket smutsiga och stökiga hem runt om i Sverige. De hjälpte sedan med sin expertis till att få hemmen rena från bråte, smuts och damm, för att åter bli beboeliga igen. Under programmets gång upplystes om risker med olika bakteriehärdar och ohyra, samt gavs tips på hur städningen kan effektiviseras, bli mer ekonomisk och hur man rengör utan att använda miljöfarliga ämnen. Det diskuterades även kring individuella orsaker till problemen och hur negativa känslor och ovanor skulle kunna vändas till något positivt, med syfte att boende skulle undvika att hamna i samma situation igen. Som avslutning brukade boende bjudas på en överraskning.
De planerade städbesöken skedde efter tips till redaktionen från de boende eller bekanta till de boende. I slutet av varje programserie återbesökte teamet de städade bostäderna för kontrollbesiktning.
Idén till programmet baserades på tv-bolaget Fremantles format How Clean is Your House?.